# Hot Spot (Nuklearmedizin)

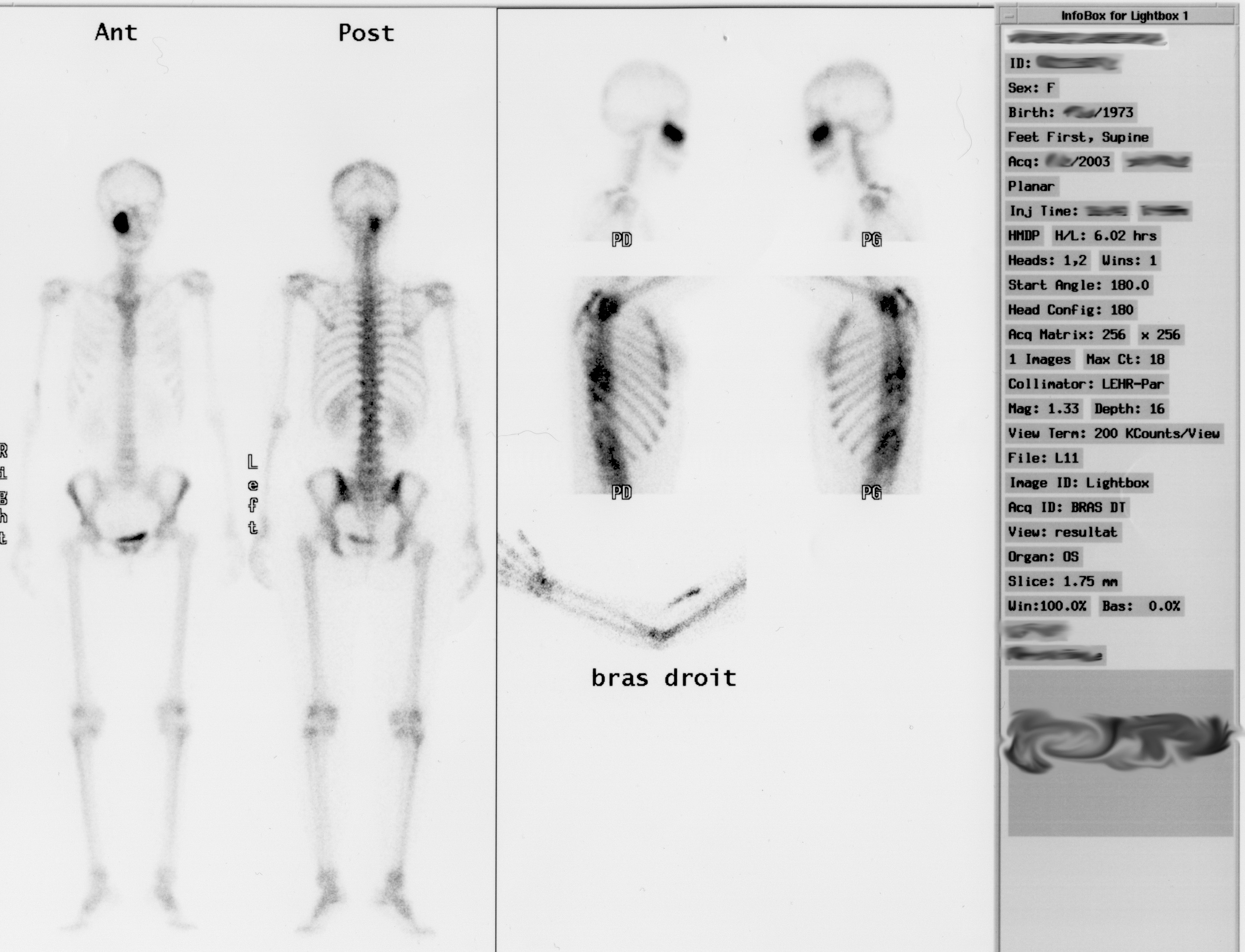
Skelettszintigrafie mit Hot Spot im rechten Mittelgesicht

Als Hot Spot (englisch heißer Fleck) wird in der Nuklearmedizin eine Stelle mit deutlich erhöhter Radionuklidbelegung in der Szintigrafie bezeichnet.
Ein Hot Spot kann je nach Untersuchung Hinweis sein auf
- einen bösartigen Tumor (Malignom)
- eine Tumormetastase
- eine Organerkrankung (Autonomes Adenom der Schilddrüse)
- eine innere Blutung
- einen Entzündungsvorgang (z. B. Spondylodiszitis)
- aktivierte Sehrinde oder Sprachzentrum
- einen Epilepsieherd im Anfall

Eine Stelle mit verminderter Nuklidbelegung wird als Cold Spot oder Cold Lesion bezeichnet. Sie kann je nach Untersuchung Hinweis sein auf
- einen bösartigen Tumor oder eine Metastase (z. B. Kalter Knoten)
- einen (metallischen) Fremdkörper (Herzschrittmacher, Totalendoprothese)
- einen Hohlraum
- einen Entzündungsvorgang (z. B. Abszess)
- einen degenerativ veränderten Gewebebezirk (z. B. Scheitellappen bei der Alzheimer-Krankheit)
- einen Ort mit verringertem Stoffwechsel (z. B. Epilepsieherd zwischen Anfällen)
- einen Ort verringerter Durchblutung (bei Durchblutungsstörungen von Herz oder Hirn)
- einen Gehirnbereich mit reduzierter Aktivierung (z. B. gekreuzte cerebelläre Diaschisis)